# Aiouea macedoana
Aiouea macedoana ("sasafrás")   es una especie fanerógama en la familia de las lauráceas. Es endémica de Brasil, del Cerrado.

## Fuente
- World Conservation Monitoring Centre 1998.  Aiouea macedoana.   2006 IUCN Lista Roja de Especies Amenazadas; bajado 20 de agosto de 2007